# Купол (планетная номенклатура)

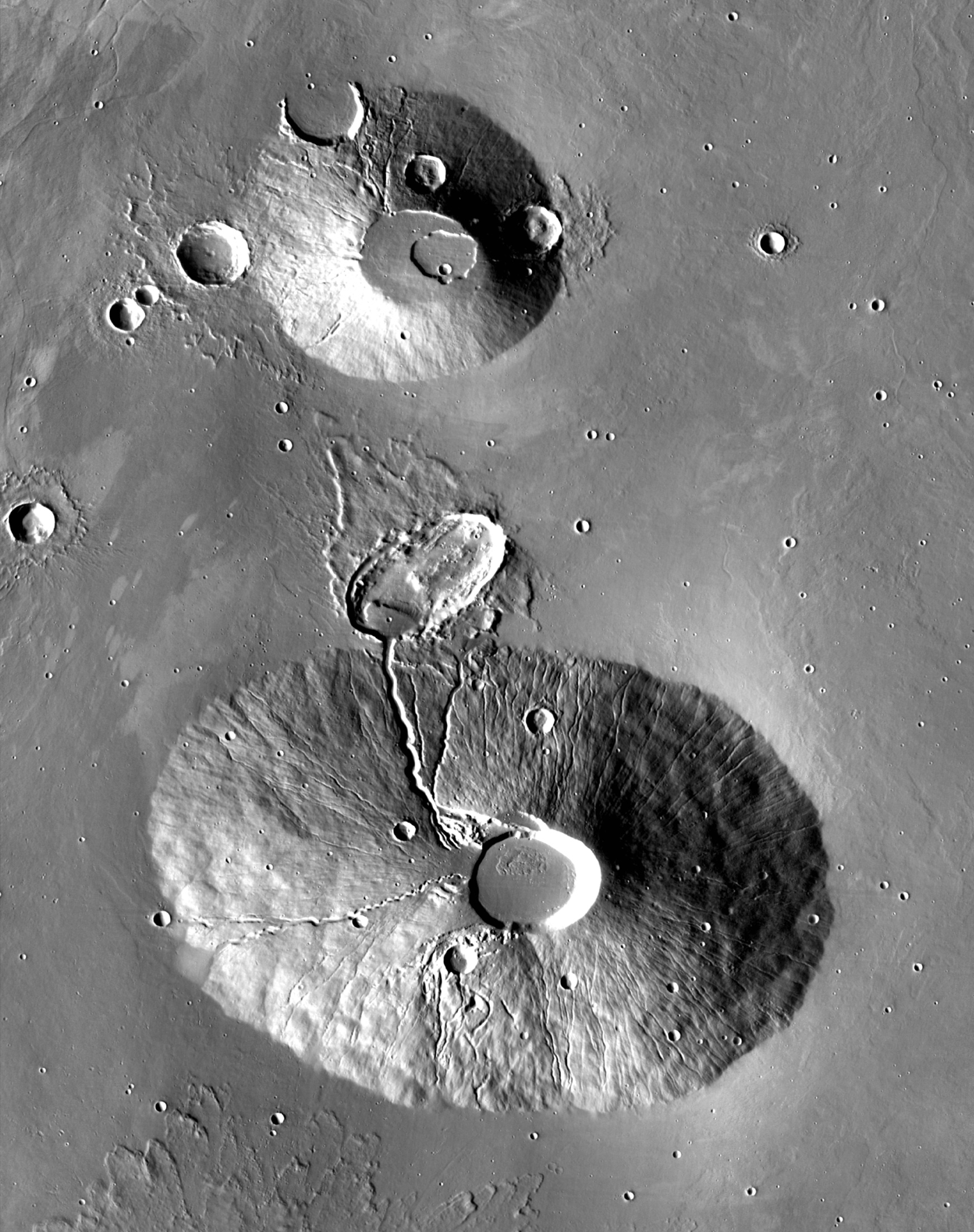
Два купола на Марсе:
вверху — купол Урана (Uranius Tholus), внизу — Керавнский купол (Ceraunius Tholus)

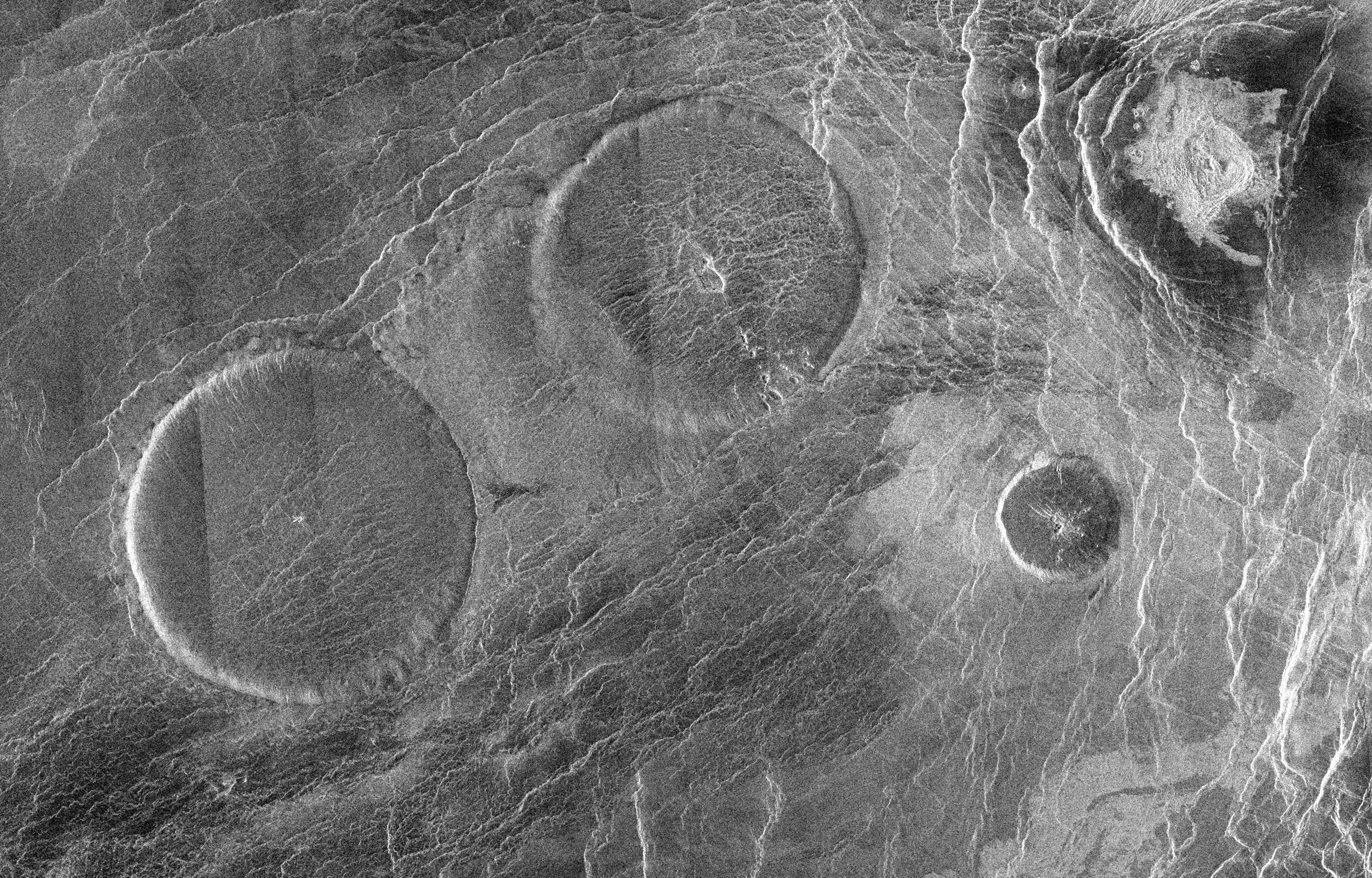
Купола Карменты (Carmenta Farra) на Венере

Купол — родовой термин, используемый в планетной номенклатуре. Соответствует двум латинским терминам, утверждённым Международным астрономическим союзом:
- Tholus (мн. ч. Tholi);
- Farrum (мн. ч. Farra)[4].

Термин Tholus входит в состав названий небольших куполообразных гор или холмов. Объекты, обозначаемые латинским Farrum, отличаются от них только более плоской вершиной и более крутыми склонами. По определению МАС, это блинообразные структуры (англ. pancake-like structure).
В русских названиях термин «купол», как и другие родовые термины, пишется с маленькой буквы, а его эквиваленты в латинских названиях (которые используются и в английском языке) — с большой.
Латинское слово tholus означает купол или здание с куполом. Оно происходит от греч. θόλος (толос), означающего круглое здание с конической или сводчатой крышей.
Слово Tholus в качестве одного из родовых терминов для обозначения деталей рельефа небесных тел Международный астрономический союз принял в 1973 году на XV Генеральной ассамблее. Тогда было наименовано 11 куполов Марса. Как и другие номенклатурные термины, это слово ничего не говорит о происхождении объекта и описывает только его морфологию. Таким образом, оно применимо к объектам любого происхождения (хотя для многих куполов установлено, что они представляют собой вулканы). Первые названия с термином Farrum были утверждены в 1994 году.
По состоянию на март 2021 года названия, включающие термин Tholus или Tholi, присвоены 107 объектам (для 6 из них эти названия отменены). Такие объекты есть на Венере, Марсе, астероидах (1) Церера и (4) Веста и на спутнике Юпитера Ио. Слово Farrum (Farra) фигурирует в названии 9 объектов (все на Венере).